# Эрл, Айвинд
Айвинд Эрл (англ. Eyvind Earle; 26 апреля 1916, Нью-Йорк — 20 июля 2000, Кармел-бай-те-Си) — американский художник, иллюстратор и писатель, главным образом, известный своей работой на Студии Уолта Диснея в 1950-х годах.

## Биография

### Ранние годы
Айвинд Эрл родился в Нью-Йорке, но в 1918 году его семья переехала жить в Голливуд.
Мать Айвинда, Шарлотта, была учительницей игры на фортепиано. В детстве будущий художник, вследствие поражения полиомиелитом, испытывал болезненные мышечные приступы. Свою творческую карьеру Айвинд начал в возрасте десяти лет, когда его отец Фердинанд Эрл, предложил ему выбор: либо читать книги по 50 страниц ежедневно, либо рисовать по картине в день. Эрл выбрал искусство.
Известность юного Эрла неуклонно росла с момента его первой персональной выставки во Франции, когда ему было 14 лет. 
В 1937 году в галерее Чарльза Моргана состоялась первая персональная выставка Э.Эрла в Нью-Йорке. Два года спустя на третьем персональном показе, благодаря убедительно-одобрительными рецензиям о его работе, большая часть произведений была куплена. 
В 1938 году начал писать рождественские открытки, и занимался этим большую часть своей жизни что давало ему дополнительный доход. 
При этом первом успехе, одну из картин для постоянной коллекции приобрёл Метрополитен-музей.

### Годы на Студии Дисней
В 1951 году Эрл начал работать в студии Walt Disney ассистентом художника фона. В 1953 году он обратил на себя внимание У. Диснея, когда создал образ короткометражного мультфильма «Гудение, свист, звон и гул», выигравшего премию Американской киноакадемии и премию Каннского кинофестиваля. Уолтер Дисней поручил художнику создание дизайна для таких картин как «Питер пен» и других. Он был ответственным за дизайн, фон и цвет, получившего высокую оценку фильма «Спящая красавица», придав ему магический и средневековый вид. Он также написал диорамы для замка Спящей красавицы в Диснейленде в Анахайме (Калифорния, США).
Работы Эрла демонстрировались на национальном телевидении. Одно из его созданий — анимированная 18-минутная версия рождественской истории «История рождества», которую он сделал в 1963 году для Теннесси Эрни Форда.  

По этому поводу, обозреватель газеты «Daily variety» написал, что работа: 
"Должна быть сохранена и показываться в течение многих лет."
В 1966 году после 15 лет создания анимационных фильмов Эрл вернулся к живописи и продолжал заниматься этим до конца своей жизни. В дополнение к его акварелям, маслу, скульптурам, рисункам и гравюрам в 1974 году он начал делать работы в технике сериографии.

### Последние годы жизни
Айвинд Эрл умер 20 июля 2000 года в возрасте 84 лет от рака пищевода. За свою жизнь он создал множество картин, скульптур, скретчбордов, акварелей и рисунков, которые не публиковались и не выставлялись. Издательство Eyvind Earle Publishing LLC по особому указанию покойного художника продолжило дело его рук,продвигая и представляя новые сериграфы и книги через галереи по всему миру. Эти посмертные трафареты ограниченным тиражом были напечатаны с картин на масляном полотне, созданных Эрлом, которые находятся в коллекции его жены Джоан Эрл и других почитателей творчества художника.

Перед смертью Эрл сказал. 
«Рисуя более 70 лет, я не перестаю удивляться потрясающей бесконечности Природы. Куда бы я ни посмотрел, я вижу творение. Творчество — это творческий процесс… Творчество — это поиск правды.»

### Творчество
В 1938 году художник начал рисовать рождественские открытки, и занимался этим большую часть своей жизни. Только для American Artist Group им было создано более 800 сюжетов для открыток.
Айвинд Эрл занимался фоновой иллюстрацией и общей стилистикой анимационных фильмов Диснея 1950-х годов.
На стиль Эрла оказало влияние творчество таких художников, как Альбрехт Дюрер, Ван Гог, Марк Шагал, Поль Сезанн, Рокуэлл Кент и Джорджии О’киф. К двадцати одному году Эрл сформировал узнаваемый изобразительный стиль, характеризующийся простотой и доходчивостью в трактовке сюжетов. В своём творчестве он часто обращался к техническим возможностям сериграфии, соединяя в своем стиле таинственность и простоту с упорядоченностью он передаёт величие и красоту природы американской провинции.
Метрополитен-музей, Нью-Йорк, художественный музей Рара Уэста, художественный музей Феникса и художественный музей Университета штата Аризона приобрели работы Эрла для своих постоянных коллекций. Работы художника экспонировались на персональных выставках в ряде стран.
Творчество Эрла получило признание критиков таких изданий, как Time , Los Angeles Times , The New York Times , The New York World-Telegram , The Art News и The New York Sun.

## Фильмография
- 1953 — Питер Пэн
- 1953 — Тореадор динго (Ради кого трудятся быки)
- 1953 — Мелодия
- 1953 — Музыкальные инструменты (Toot Whistle Plunk and Boom)
- 1953 — Арахис Дональда (Работа на арахис)
- 1954 — Пеше Миньон (Свиньи есть свиньи)
- 1954 — Гранд-Каньонскоп
- 1955 — Леди и Бродяга
- 1956 — Джек и Старый Мак
- 1957 — Правда о Матушке Гусыне
- 1958 — Пол Баньян
- 1959 — Спящая красавица

## Наследие
Его работы и характерный графический стиль продолжали вдохновлять новые поколения художников и аниматоров, что повлияло на внешний вид других анимационных фильмов. К ним относятся диснеевские фильмы «Покахонтас» и «Холодное сердце» ,а также графический стиль дебютного фильма Sony Pictures Animation « Сезон открытых дверей».
"В его творчестве явно чувствуется влияние эпохи Возрождения, — говорит киносценарист Джастин Смит, — и его происхождение во многом обязано истории Леонардо да Винчи и Рафаэля Санти.
Видеоигра The Banner Saga от разработчиков Stoic во многом основана на стиле Эрла и содержит персонажа, названного в его честь. Ему приписывают «художественное вдохновение».
В мае 2017 года в Семейном музее Уолта Диснея прошла оригинальная 8-месячная ретроспективная выставка « Пробуждение красоты: искусство Айвинда Эрла» . Сопутствующий каталог выставки в твердом переплете был издан под тем же названием.

## Интересные факты
В возрасте 21 года Эрл на велосипеде проделал путь через всю страну из Голливуда в Нью-Йорк, написав по дороге 42 акварели.
Данное путешествое описано в его автобиографии «Горизонт на велосипеде — Автобиография Айвинда Эрла»
Помимо написания картин был так же поэтом
На протяжении своего творческого пути помимо написания картин, работал на телевидении, создавал рекламные ролики.